# Rolf-Dieter Krause

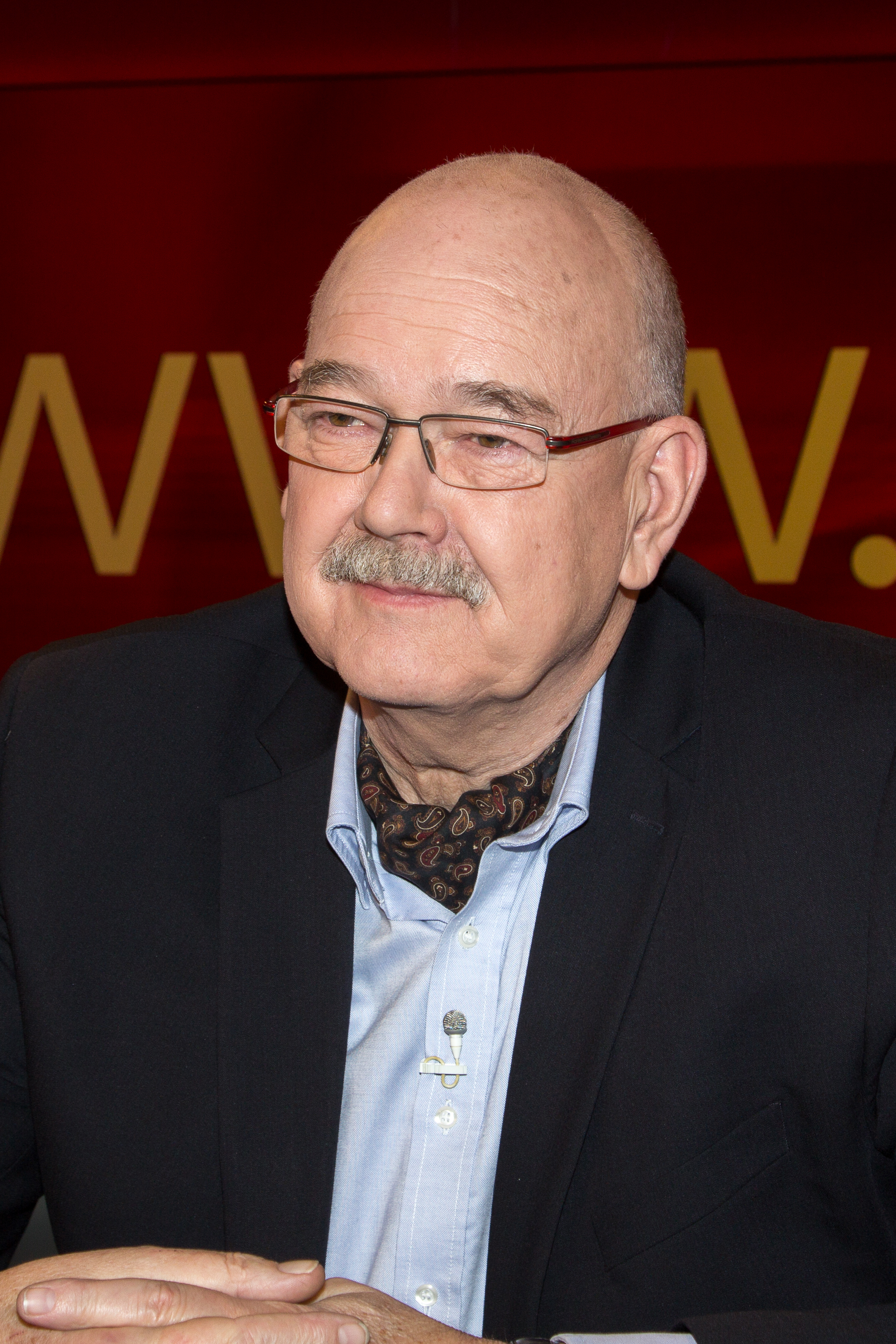
Rolf-Dieter Krause 2016
bei hart aber fair

Rolf-Dieter Krause (* 22. Februar 1951 in Lüneburg) ist ein deutscher Fernsehjournalist und ehemaliger Leiter des vom WDR verantworteten ARD-Studios Brüssel.

## Leben und Wirken
Nach dem Abitur an der Gaußschule in Braunschweig absolvierte Rolf-Dieter Krause ein Volontariat in Lüneburg bei der Landeszeitung. Er war Lokalredakteur in Unna, Kamen und Hamm und ab 1981 Korrespondent für Landespolitik bei der WAZ, kurz danach nochmals Lokalredakteur in Dortmund. Im Jahr 1982 wechselte er zum WDR-Landesstudio Düsseldorf. Von 1985 bis 1990 war er ARD-Korrespondent in Bonn und ab 1990 ARD-Korrespondent in Brüssel. Dort wurde er 1994 Leiter des Studios. Ab 1995 wurde er wieder stellvertretender Studioleiter des Studios Bonn. Ab 2000 war er Programmchef des WDR-Fernsehens, im Mai 2001 wurde er Leiter des ARD-Studios Brüssel. Im August 2016 übergab er die Studioleitung an Markus Preiß und ging in den Ruhestand.
Krause ist einmal geschieden und einmal verwitwet und hat zwei Töchter.

## Schriften
- Europa auf der Kippe: Vierzehn Argumente gegen den Vertrag von Maastricht. Heyne, München 1992, ISBN 3-453-06300-7.

## Auszeichnungen
- 1978: Wächterpreis der deutschen Tagespresse[5]
- 2007: Med. Pro pace et unitate, Belgien[1]
- 2011: Nominierung für den Deutschen Fernsehpreis in der Kategorie Beste Information als Korrespondent für seine Brüssel-Berichterstattung zur Euro-Krise[6]
- 2012: Rolf-Dieter Krause wird von der Zeitschrift Medium Magazin als Journalist des Jahres ausgezeichnet, „weil er im europäischen Schicksalsjahr der Eurokrise zum Erklärer Europas wurde“. Der undotierte Preis Journalist des Jahres wird seit 2004 von der Zeitschrift Medium Magazin in zwölf Kategorien verliehen.[7]
- Dreimalige Auszeichnung mit dem Tagesthemen-Award für herausragenden Nachrichtenjournalismus
- 2016: Bundesverdienstkreuz I. Klasse
- 2016: Preis der Bundespressekonferenz
- 2017: Karlsmedaille für europäische Medien[8]
- 2017: Merite Européen in Silber
- 2017: Europa-Medaille des Freistaates Bayern